# Vano Karkadze

a Compétitions nationales et continentales officielles uniquement.

b Matchs officiels uniquement.
Dernière mise à jour le 15 juin 2025.
Vano Karkadze (en géorgien : ვანო კარკაძე) est un joueur international géorgien de rugby à XV. Il évolue au poste de talonneur.

## Biographie
Membre du RC Aia, Vano Karkadze participe aux championnats d'Europe de rugby à XV des moins de 18 ans 2018 avec la sélection géorgienne. Il inscrit notamment un essai lors de la finale victorieuse face à la France. Il est alors repéré par le Stade aurillacois, qui l'intègre à son académie, évoluant en espoirs. Il signe un contrat de 3 ans en faveur d'Aurillac.
Au cours de sa saison à Aurillac, il enregistre trois apparitions en Pro D2. Il connaît par ailleurs sa première sélection en équipe de Géorgie face à la Roumanie. Il participe dans la foulée au Championnat du monde junior 2019 avec l'équipe de Géorgie des moins de 20 ans.  
À la fin de la saison, il est finalement débauché par le CA Brive, qui le fait signer pour deux saisons au sein de son académie, coachée par son compatriote Goderdzi Shvelidze. En septembre 2019, il est convoqué en équipe de Géorgie pour la Coupe du monde 2019, où il entre en jeu face à l'Uruguay. Lors de la saison 2019-2020, il obtient du temps de jeu chez les professionnels en Challenge Cup, et réalise sa première feuille de match en Top 14 face à l'Aviron bayonnais. 
Avant la saison 2020-2021, il subit une rupture des ligaments croisés, et demeure indisponible pour plusieurs mois. 
Le 25 décembre 2021, le club annonce sa prolongation sur le long terme jusqu'en 2025.
Finalement libéré en juin 2023 après la descente de Brive en Pro D2, Vano Karkadze rejoint le Montpellier HR pour une saison à partir de juillet 2023. Sélectionné en cours de Coupe du monde 2023, il dispute trois matchs avec la sélection de la Géorgie.
N'ayant pas prolongé au sein du club héraultais, Karkadze rejoindra l'Oyonnax Rugby à compter de la saison 2025-2026.

## Palmarès
- Championnat d'Europe de rugby à XV des moins de 18 ans 2018
- REC 2019
- REC 2020

## Statistiques

### En club
| 2018-2019                   | Stade aurillacois | 3  | 0 |
| 2019-2020                   | CA Brive          | 5  | 0 |
| 2020-2021                   | CA Brive          | 1  | 0 |
| 2021-2022                   | CA Brive          | 17 | 5 |
| 2022-2023 (saison en cours) | CA Brive          | 6  | 0 |
| 2018-2023                   | Total             | 32 | 5 |

### En sélection
| Année | Compétition                       | Matchs | Points | Essais | Transf. | Drops | Pénal. |
| ----- | --------------------------------- | ------ | ------ | ------ | ------- | ----- | ------ |
| 2019  | REC 2019                          | 3      | -      | -      | -       | -     | -      |
| 2019  | Test                              | 1      | -      | -      | -       | -     | -      |
| 2019  | Coupe du monde de rugby à XV 2019 | 1      | -      | -      | -       | -     | -      |
| 2020  | REC 2020                          | 1      | 5      | 1      | -       | -     | -      |
| Total | Total                             | 6      | 5      | 1      | -       | -     | -      |

| Essai | Adversaire | Lieu                 | Compétition | Date            | Résultat | Score |
| ----- | ---------- | -------------------- | ----------- | --------------- | -------- | ----- |
| 1     | Belgique   | Aia Arena, Koutaïssi | REC 2020    | 22 février 2020 | Victoire | 78-6  |